# Seth Burkett
Seth Lawson Burkett (Peterborough, 14 de Março de 1991) é um futebolista inglês que atua como zagueiro. Ele é bisneto de Charles Williams, técnico do Fluminense quando nove titulares do time decidiram abandonar o clube e fundar o futebol do Flamengo.
Em 2009, Seth atuou pelo Sorriso Esporte Clube, do Mato Grosso, chamando a atenção por ser o único futebolista inglês a atuar profissionalmente no Brasil (ele chegou a se profissionalizar no futebol de campo brasileiro.
Em 2014 ele escreveu um livro chamado "The boy in Brazil - Living, loving and learning in the land of football" que conta sua aventura futebolística no Brasil. Em junho do mesmo ano, o livro foi eleito pelo jornal The Independent como o "livro da semana". Em 2015, o livro foi indicado ao prêmio "Cross British Sports Book Awards", na categoria "Football Book of the Year".
Desde 2011, Seth migrou para o futsal, onde já atuou pela Seleção Inglesa.